# Kabinet-Udenhout I
Het kabinet-Udenhout I was een Surinaams kabinet onder leiding van premier Wim Udenhout. In deze periode stond Suriname onder militair gezag en was Fred Ramdat Misier de president. Het kabinet regeerde van 6 februari 1984 tot 1 januari 1985.

## Samenstelling
Op 3 februari 1984 beëdigde waarnemend president L.F. Ramdat Misier de eerste zeven van de negen leden van het nieuwe kabinet; pas eind februari was het kabinet compleet. Udenhout had hierin, net als zijn voorganger Alibux, zowel de functie van premier als die van minister van Buitenlandse Zaken. 
| Ministerie                                                     | Minister                       | Opmerkingen        |
| -------------------------------------------------------------- | ------------------------------ | ------------------ |
| Algemene Zaken; en Buitenlandse Zaken                          | Wim Udenhout (militairen)      | tevens premier     |
| Arbeid                                                         | Edmund Dankerlui (Moederbond)  |                    |
| Binnenlandse Zaken                                             | Frank Leeflang (militairen)    | tevens vicepremier |
| Financiën en Planning                                          | Marcel Chehin (VSB)            |                    |
| Leger en Politie                                               | Wilfred Maynard (militairen)   |                    |
| Natuurlijke Hulpbronnen, Energie en Bosbouw                    | Erik Tjon Kie Sim (militairen) |                    |
| Onderwijs, Wetenschappen en Cultuur                            | Allan Li Fo Sjoe (CLO)         |                    |
| Openbare Werken, Telecommunicatie en Bouwnijverheid            | Jainoel Abdul (militairen)     |                    |
| Sociale Zaken en Volkshuisvesting                              | Siegfried Gilds (C-47)         |                    |
| Transport, Handel en Industrie; Landbouw, Veeteelt en Visserij | Imro Fong Poen (militairen)    |                    |
| Volksgezondheid                                                | Robert van Trikt (ASFA)        |                    |

Van de negen ministers waren er vijf namens het militaire gezag (M), twee namens de vakbeweging (V) en twee namens het bedrijfsleven (B). Het mandaat van dit kabinet liep tot 31 december waarna de samenstelling van het kabinet-Udenhout werd herzien en het aantal ministers namens het militaire gezag niet langer de meerderheid vormde. De "denkgroep" onder voorzitterschap van Frank Leeflang kwam in december met een plan voor de democratisering van het staatsbestel. Hiertoe behoorde het voorstel voor de vorming van een assemblée die maximaal 27 maanden in functie zou blijven. Minister Chehin maakte bezwaar tegen het gering aantal zetels dat het bedrijfsleven in de assemblée en kwam daarom niet meer terug in het nieuwe kabinet. Uiteindelijk zou deze assemblée de voorloper worden van het huidige parlement: De Nationale Assemblée.
In april 1984 was er een conflict rond minister Edmund Dankerlui omdat hij zich zou hebben opgesteld als een verlengstuk van het militaire gezag. De andere drie ministers die de vakbeweging vertegenwoordigden eisten tevergeefs zijn vertrek. De spanningen in het kabinet liepen zo hoog op, dat de vakbeweging hun ministers terugtrok uit het kabinet.

## Invoering terugroeprecht
Bij dit kabinet werd het terugroeprecht ingevoerd, waardoor alleen de leverende partij een kandidaat mocht terugroepen. Dit maakte een einde aan willekeurige kabinetsherschikkingen. Slechts in een geval trad een minister af. Hierbij ging het om Edmund Dankerlui vanwege een incident met een pistool op 9 december 1984. Zijn portefeuille werd met ingang van de volgende maand weer bekleed, met het aantreden van het kabinet-Udenhout II.